# Calabre ultérieure

Blason de la Calabre ultérieure

La Calabre ultérieure, en italien Calabria Ulteriore ou Calabria Ultra, est une ancienne subdivision du royaume de Naples, puis des Deux-Siciles. Elle avait eu pour chef-lieu Reggio, puis Catanzaro et Vibo Valentia (Monteleone).
Elle correspond à la partie méridionale de la Calabre dite Calabre grecque ou Calabre proprement dite (par opposition à la Calabre proprement dite ou Calabre latine devenue Calabre citérieure), et a été érigée en circonscription en 1231 par les constitutions de Melfi.
La limite entre les deux Calabres fut modifiée en 1280 pour passer à l'est par le Neto, et à l'ouest par la plaine de Decollatura.
De 1443 à 1465, le chef-lieu fut déplacé de Reggio (qui avait soutenu René d'Anjou) à Catanzaro par les Aragonais. Reggio perdit finalement son titre en 1583 en faveur de Vibo Valentia, qui ne resta chef-lieu que 10 ans avant que le siège de la circonscription ne soit définitivement transféré à Catanzaro.
Au XVIe siècle, son nom est définitivement changé en Calabria Ultra flumen Nhetum (« Calabre au-delà du Neto »).
En 1816, la province est divisée en deux :
- la Calabre ultérieure première (Calabria Ulteriore I), avec pour chef-lieu Reggio et divisée en districts de Reggio, Gerace et Palmi ;
- la Calabre ultérieure seconde (Calabria Ulteriore II), avec pour chef-lieu Catanzaro, et divisée en districts de Catanzaro, Monteleone, Nicastro et Crotone.

En 1861, la Calabre ultérieure Première devint la province de Reggio de Calabre et la Calabre ultérieure Seconde la province de Catanzaro.